# Assassin's Creed III
Assassin's Creed III (укр. Кредо Асасина 3) — відеогра жанру пригодницького бойовика, продовження серії Assassin's Creed. Розробкою та видавництвом гри займалася Ubisoft Montreal для Microsoft Windows, Xbox 360, PlayStation 3 та Wii U, вихід гри у Північній Америці відбувся 30 жовтня 2012 року, і 31 жовтня в Європі.
Assassin's Creed III, як фінальна частина оригінальної трилогії, завершує розповідь про пригоди Дезмонда Майлза. Він розшукує пристрої, побудовані на Землі попередньою цивілізацією, намагаючись запобігти кінцю світу в 2012 році. Події в історичний період гри переносяться в Америку часів війни за незалежність і охоплюють період з 1753 по 1783 роки. Головним героєм тут виступає індіанець-напівкровка Коннор Кенвей, що бореться за свободу і справедливість для свого народу, і чиї пригоди визначають напрям дій Дезмонда.

## Ігровий процес

### Нововведення
У цій грі урізноманітнено арсенал зброї, з'явилися томагавк, лук, два пістолети і ласо. Прихований клинок може обертатися і використовуватися як кинджал. З гри прибрані ліки, що повинно стимулювати гравця детальніше продумувати тактику, уникаючи випадкових поранень. Замість одного додаткового завдання в локації пропонується кілька завдань, по контрольній точці на кожну. З'явилася можливість керувати вітрильником і брати участь в морських битвах.
У цій грі додано нові типи ворогів, такі як спритні британці і стійкі шотландці, які користуються сокирами. Було запроваджено полювання на тварин; шкури вбитих тварин можна буде продавати за гроші. Присутні такі тварини, як: зайці, олені, ведмеді, вовки та ще 30 видів.
Залежно від часу доби змінюють ігрові механіки. Наприклад, вночі, коли буде темно, ворогам важче виявити головного героя, з'являться нові способи маскування. Також запроваджено зміну пір року й різні погодні ефекти, такі як дощ, сніг та туман. Додалися нові природні зони, в яких герой може підкрадатися в кущах і листі до цілі, щоб зненацька вбити її. Також з'явилася можливість лазити по деревах і скелях. Пропонується нове пристосування — дротик на мотузці (анг. Rope Dart), який дозволяє підтягувати до себе ворогів. Бойова система суттєво перероблена. Тепер можна взяти в різні руки по одній зброї і чергувати атаки за допомогою двох кнопок.
Керування також було змінено, тепер для паркуру не потрібно окремо затиснутих кнопок. Під час зими на території американського Фронтиру пересуваються патрулі, які складаються із кінних британців і карет. Місцеві жителі тепер жвавіші й займаються своїми повсякденними справами, коли не спілкуються з протагоністом. Близько 80 % всіх персонажів, з якими гравець здатен взаємодіяти, створені на основі реальних історичних персонажів.

## Сюжет

### Основний
Після фіналу Revelations Дезмонд, його батько Вільям, Ребекка Крейн і Шон Гастінгс знаходять храм першої цивілізації ісу в печері неподалік від Нью-Йорка. За допомогою відшуканого раніше «Яблука Едему» Дезмонд активує тамтешні пристрої, з-поміж яких є таймер, який показує відлік до 21 грудня 2012 року. Саме в цей час повинен статися передбачений ісу сонячний спалах, здатний знищити сучасне людство, як колись ісу. Щоб захистити планету, потрібен ключ і чотири джерела енергії. Одне джерело вже перебуває в храмі, але розташування решти невідоме. Перед брамою храму Дезмонд непритомніє і його знову підключають до «Анімуса», щоб дізнатися що таке ключ і де його знайти.
«Анімус» переносить Дезмонда в 1754 рік у спогади його предка, англійського дворянина Гейтема Кенвея. Гейтем вирушає в Ковент-Гарден, щоб отримати медальйон, за допомогою якого він і його соратники зможуть дізнатися про попередню цивілізацію. Вбивши власника медальйона в опері, він прибуває на збори асасинів. Там йому доручають вирушити до Америки, знайти храм ісу та завербувати до ордена п'ятьох осіб.
Дорогою до Америки Гейтем запобігає бунту на кораблі та позбувається шпигуна тамплієрів. Геймтем прибуває в Бостон, де розшукує вказаних осіб: Чарльза Лі, Вільяма Джонсона, Томаса Гіки, Бенджаміна Черча і Джонатана Піткерна. Разом вони вбивають работоргівця Сайласа Тетчера та звільняють групу індіанців-рабів, які належали до племені могавків. Одна з цих могавков, Гадзідзіо, погоджується допомогти Гейтему в пошуках храму, якщо той уб'є генерала Едварда Бреддока. Гейтем вислідковує та вбиває Бреддока, коли той відступає в Форт Дюкен. Потім Гейтем з Гадзідзіо вирушають до храму, але добутий в Англії медальйон не відчиняє храму, як сподівався Гейтем. Чарльз Лі і Гейтем згодом повертаються в Бостон, де Кенвей посвячує Лі в тамплієри.
Настає 1760 рік. Син Гейтема, Радунхагейд, покинутий батьком, грає в хованки з друзями в лісі, коли помічає армію колоністів на чолі з Чарльзом Лі. Той б'є хлопчика і повідомляє про свої наміри «поговорити» зі старійшиною, після чого хлопчика приголомшують. Отямившись, Радунхагейд виявляє, що його село спалене, а мати, індіанка Гадзідзіо, гине в нього на очах при пожежі.
Минає 9 років, Радунхагейду дізнається від індіанців, що він повинен охороняти храм поки не настане потрібний час для його відкриття. Матір роду показує йому сферу, торкнувшись до якої юнак бачить оцифрований образ Юнони. Та повідомляє йому, що Радунхагейд і його плем'я — хранителі храму. Якщо він відмовиться від обов'язку охоронця, то його рідні та близькі загинуть. Потім Юнона просить доручає йому знайти ассасина Ахіллеса Девенпорта, щоб він навчив юнака.
Радунхагейд знаходить старого ассасина, але той не бажає його вчити. Лише коли він допомагає відбитися від бандитів, Ахіллес погоджується стати наставником. Він розповідає юнакові історію ассасинів і тамплієрів, які після втрати Константинополя і Карибів отримали можливість реваншу. Радунхагейд разом з Ахіллесом вирушають до Бостона, щоб знайти ресурси для ремонту Ахіллесового маєтку. Там Ахіллес дає герою нове ім'я для місцевих жителів — Коннор, на честь свого померлого сина. Тут же Коннор знайомиться з політиком і публіцистом Самюелом Адамсом. В маєтку Ахіллес розповідає Коннору про тамплієрів і що його батько — це тамплієрський магістр. Ахіллес дає Коннору в командування корабель «Аквіла», звання ассасина, і приховані клинки. Озброївшись, герой вирішує покарати винуватців вбивства його матері.
Спочатку Коннор знищує вантаж чаю в бостонському порту, щоб послабити фінансове становище тамплієрів. Він убиває Джонсона, що хотів купити землю, на якій живе народ Коннора, а потім Джона Піткерна в битві при Банкер-Гілл. Далі дістається до Нью-Йорка та знаходить Томаса Гіки, що готується до замаху на Джорджа Вашингтона на замовлення тамплієрів. Коннор вистежує Гікі, щоб завадитий йому, однак, після короткої бійки обох кидають до в'язниці. Гікі звільняється за сприяння Лі, а Коннора звинувачують в організації замаху на Вашингтона й засуджують до повішення.
Ахіллес з учнями рятують Коннора, і герой вбиває Гікі. Побоюючись, що тамплієри не покинуть планів убити Вашингтона, Коннор зустрічається з президентом, який приводить Коннора до його батька. Той спершу хоче вбити сина, проте потім вирішує скористатися його здібностями аби покарати зрадника, котрим виявився Бенджамін Черч. Після подорожі на Кариби, Гейтем і Коннор знаходять його, і вбивають.
Гейтем виявляє лист, в якому Вашингтон наказав знищити індіанців, зокрема й плем'я його матері. Гейтем поспішає випередити війська та дізнається Лі підбурив індіанців до випереджувальної атаки, щоб мати законний привід до війни проти них. Коннор нейтралізує одноплемінників, які повірили Лі, проте йому доводиться вбити свого друга дитинства, Ганадогона. Коннор придумує план як убити Лі, проникнувши в його форт. Там він зустрічає батька й убиває його в сутичці.
В 2012 році Шон вирушає до Нью-Йорку, а потім на стадіон в Бразилії, де знаходить по джерелу енергії ісу. Його переслідує Деніел Крос — вбивця та шпигун «Абстерго». Юнона розповідає Дезмонду про події, які привели до загибелі її цивілізації. Дезмонд своєю чергою зізнається, що вбив Люсі, бо «Яблуко» відкрило йому, що вона була потрійною агенткою, котрій в «Абстерго» доручили викрасти «Яблуко». Коли Шон виявляє третє джерело, Вільям Майлс вирішує добути його сам. Однак його схоплюють тамплієри і перевозять до офісу «Абстерго» в Італії. Доктор Воррен Відік вимагає від Дезмонда «Яблуко» в обмін на життя Вільяма. Дезмонд вирішує визволити батька, для чого проникає в лабораторію, де колись тримали його самого і стикається з Кроссом. Дезмонд вбиває його своїм прихованим клинком, а за допомогою «Яблука» долає Відіка та рятує батька.
У минулому Коннор переслідує Лі. Він довідується, що Лі буде в Бостоні, наздоганяє його і в ході корабельної битви ранить. Однак, Лі, хоча й важко поранений, знову тікає. Згодом Коннор знаходить його в барі та пронизує своїм ножем. Герой забирає в Лі медальйон і повертається до свого племені, котре доти обезлюдніло. Коннор находить сферу, через яку Юнона доручає йому сховати медальйон, після чого сфера розпадається. Герой ховає медальйон в могилі сина Ахіллеса.
Побачивши це в «Анімусі», Дезмонд знаходить медальйон і відкриває храм. Там герої воз'єднуються і їх зустрічає Юнона. Вона каже, що Дезмонду доведеться пожертвувати життям аби ввімкнути рятівні машини ісу. Однак, з'являється Мінерва та показує, що Юнону насправді було ув'язнено в храмі за спробу захопити владу над світом. Тож Юнона прагне звільнитися та правити людством. Дезмонд вирішує, що в усякому разі людство потрібно врятувати, тому активує п'єдестал, який створює навколо планети силовий щит, котрий захищає Землю від сонячного спалаху. Юнона після цього каже, що настав і їй час діяти, після чого зникає.
Під час титрів звучить репортаж про дивне сяйво навколо планети. В епілозі Ахіллес вмирає, Коннор ховає його поруч з його сином і дружиною. У підвалі він спалює портрети вбитих ним тамплієрів, а потім дізнається, що його народ пішов на захід, оскільки їхню землю хтось купив без їхньої згоди. В Нью-Йорку Коннор стає свідком відходу британських військ, а також бачить як в порту на аукціоні продають рабів і розуміє, що його боротьба за свободу і справедливість не закінчена.

### Доповнення
Радунхагейда вдома будить його мати Гадзідзіо, він не розуміє як вона може бути жива, а замість одягу ассассина на ньому вовча шкура. На індіанців нападає армія під командуванням Джорджа Вашингтона, який заволодів «Яблуком Едему». За допомогою сили цього артефакта Вашингтон підкорює своїй волі високопосадовців, зокрема Бенедикта Арнольда та Ізраелья Патнема, що стали генералами його армії. Гадзідзіо намагається викрасти «Яблуко» з палацу Вашинготона, проте зазнає невдачі й гине. Радунхагейд разом з нею повертаються до свого селища, де Мати Роду дає індіанцям зілля, а Радунхагейду — клинки його батька. В цей час Вашингтон дістається до селища та вбиває Гадзідзіо, а Радунхагейда розстрілює.
Згодом Радунхагейд отямлюється в печері разом з декількома вцілілими індіанцями. Вони дають Радунхагейд зілля, яке пили раніше, що наділяє його здатністю прикликати привидів-вовків і ставати невидимим. Потім солдати вбивають решту індіанців, Радунхагейд звільняє групу індіанців-рабів і дізнається, що Ізраель Патнем перебуває в заставі на Веллі-Фордж. Аби проникнути туди, Радунхагейд випускає ведмедя, що спричиняє паніку. Скориставшись нагодою, він знешкоджує Ізраеля та допитує Бенедикта, який виправдовується, що не міг протистояти впливу «Яблука». Він просить Радунхагейда знайти Бенджаміна Франкліна в Бостоні. Несподівано Ізраель приголомшує Радунхагейда й везе його до президента Вашингтона.
Президент приходить подивитися на Радунхагейда й наказує його стратити, а також його друга Ганадогона, якого раніше заарештував Франклін. Скориставшись невидимістю, Радунхагейд тікає та звільняє Ганадогона. Радунхагейд згадує, що у нього залишилося ще трохи зілля, він випиває його та отримує здатність перетворюватися на орла.
Радунхагейду вдається знайти та поранити Франкліна. Той зізнається, що став на бік Вашинготона під дією «Яблука». Несподівано з'являється сам Вашингтон і Радунхагейду мусить тікати. Потім він зустрічається в місті з Ганадогоном і Семюелем Адамсом — лідером повстанців проти президента. Разом вони розробляють план із захоплення Франкліна.
Після затримання Бенджамін отямлюється і обіцяє допомогти в боротьбі з Вашингтоном, який відбув у Нью-Йорк. Семюель Адамс не вірить цьому і наказує вбити Франкліна, однак Радунхагейд заступається за нього. Адамс і Ганадогон відбувають на Бостонський перешийок, щоб просити допомоги в начальника місцевого гарнізону. Радунхагейд виконує ряд доручень Франкліна з метою виготовити обладнання для проникнення в палац президента. Згодом Радунхагейд дізнається, що його друзі Адамс і Ганадогон, ймовірно, загинули в битві. Він особисто оглядає поле бою та пересвідчується, що це правда. Повернувшись до Франкліна, Радунхагейд вирішує якомога швидше покинути Бостон.
Замаскувавшись під солдата, Франклін в супроводі Радунхагейда вирушає до капітана Фолкнера і просить його зібрати команду корабля «Аквіла» для відплиття. Однак солдати Вашингтона встигають їх випередити і захоплюють корабель. Радунхагейд відвойовує «Аквілу» та бачить, що Патнем взяв у заручники Ганадогона, який все ж вижив. Радунхагейд убиває Патнема і рятує Ганадогона, після чого разом з ним і Франкліном відпливає в Нью-Йорк.
Після прибуття в Нью-Йорк, Радунхагейд бачить величезний пірамідальний палац Вашингтона, котрий проголосив себе королем. Біля узбережжя їх вже чекає флот, внаслідок чого зав'язується морський бій. Радунхагейд наказує команді стрибати за борт, а сам веде «Аквілу» на таран ворожого лінійного корабля. Тим часом Франклін вибирається на берег і зустрічає Вашингтона, який намагається його вбити. Але раптово йому на допомогу приходить Ганадогон і ціною власного життя дає Франкліну шанс втекти. Радунхагейд згодом випливає на берег і разом з Франкліном вирушає розшукати в місті лідера місцевого опору, Томаса Джефферсона.
Радунхагейд вирішує випити залишки зілля і отримує силу ведмедя — створювати руйнівні ударні хвилі. Джефферсон тим часом, поки тривав морський бій, веде своє військо на штурм королівського палацу. Однак повстанці потрапляють у засідку, Радунхагейд допомагає їм вибратися та відступити від піраміди. Джефферсон просить його приєднатися до повстанців в боротьбі проти Вашингтона.
Першою метою Радунхагейда в місті стає чиновник Джон Фітцвільямс, який розпоряджається запасами провізії. Радунхагейд вистежує і вбиває Фітцвільямса, після чого краде зі складу наповнений їжею віз і роздає її біднякам. Далі він нищить символи влади короля та розправляється з його пропагандистами. В результаті піднімається бунт, Джефферсон вирішує подати сигнал до штурму королівського палацу, підірвавши пороховий склад. Радунхагейд підриває склад і поспішає допомогти повстанцям у бою біля піраміди.
Проникнувши всередину, він виявляє сліди, залишені його матір'ю під час спроби викрадення «Яблука». Герой добирається до тронного залу і відкриває його за допомогою ключа, виготовленого раніше Франкліном в Бостоні. Однак Вашингтон перебуває не там, а на вершині піраміди. Радунхагейд дістається туди, перемагає Вашингтона й відбирає у нього «Яблуко».
Радунхагейд, уже як Коннор, отямлюється в момент, коли Джордж Вашингтон розповідав йому біля багаття про те, як знайшов «Яблуко» і воно насилає йому видіння. Обоє розуміють, що побачили попередження, коли Вашингтон передавав артефакт Коннору на зберігання. Коннор вирішує, що вплив «Яблука» надто сильний і краще втопити артефакт в океані. Зрештою так він і робить, а сам Вашингтон вирушає додому, де рішуче відкидає пропозицію свого радника перетворити Сполучені Штати на королівство.

### Персонажі
Персонажі в сучасності: Дезмонд Майлс — ассасин, головний герой.
Вільям Майлс — магістр ордена ассасинів, батько Дезмонда.
Ребекка Крейн — ассасин-технік, яка створила Анімус 2.0 і 3.0.
Шон Гастінґс — ассасин-історик, надає інформацію про історичні постаті та значимі події.
Воррен Віддік — вчений, тамплієр, співробітник корпорації Абстерґо Індастріз.
Деніел Кросс — тамплієр, працівник Абстерґо у відділі Технологій майбутнього. Відомий також як Об'єкт 4. В останньому відео мультиплеєра Revelations отримав завдання — вбити Вільяма Майлса
Алан Ріккін — тамплієр, генеральний директор Абстерґо Індастріз
Персонажі епохи Американської Революції: Коннор Кенвей або Радунхаґейду — ассасин, індіанець-напівкровка, головний герой. Джордж Вашинґтон,
Бенджамін Франклін, Чарльз Лі, Жільбер Лафаєт,
Томас Джефферсон, Пол Ревір, Ізраель Патнем, Вільям Прескотт,
Бенедикт Арнольд.

## Розробка
| Агрегатор    | Оцінка                                                  |
| ------------ | ------------------------------------------------------- |
| GameRankings | (PS3) 85.56% (X360) 84.92 % (WIIU) 83.00 % (PC) 80.75 % |
| Metacritic   | (PS3) 85/100 (WIIU) 85/100 (X360) 84/100 (PC) 80/100    |

| Видання                            | Оцінка |
| ---------------------------------- | ------ |
| Edge                               | 8/10   |
| Eurogamer                          | 9/10   |
| G4                                 | 5/5    |
| Game Informer                      | 9.5/10 |
| GameSpot                           | 8.5/10 |
| GamesRadar+                        | [ 18 ] |
| GameTrailers                       | 9.2/10 |
| IGN                                | 8.5/10 |
| Joystiq                            | [ 21 ] |
| PlayStation Official Magazine — UK | 7/10   |
| Official Xbox Magazine (США)       | 8.5/10 |

16 лютого 2012 генеральний директор Ubisoft Ів Ґіймо заявив, що Assassin's Creed III надійде в продаж 31 жовтня 2012 року. За його словами, розробка гри велася протягом останніх трьох років. Трохи пізніше стало відомо, що після випуску другої частини команда її розробників була розділена на дві рівні частини: перша працювала над Assassin's Creed: Brotherhood і Assassin's Creed: Revelations, а друга — над Assassin's Creed III протягом цих трьох років (з 2009 по 2012).
1 березня 2012 стало відомо місце дії гри Assassin's Creed III. Ними стануть США часів війни за незалежність. У той же час, на офіційній сторінці гри в соціальній мережі Facebook з'явилося повідомлення: «Важливий анонс щодо Assassin's Creed трапиться в найближчі кілька днів». Також, 1 березня на офіційній сторінці Ubisoft в Facebook з'явилися 3 зображення, які ілюстрували вигляд нового центрального персонажа і обкладинку майбутньої гри.
5 березня був опублікований тизер-трейлер гри, розкрито основні подробиці геймплею і сюжету і розпочато попереднє замовлення. На сторінках квітневого номера журналу Game Informer було опубліковано прев'ю до гри, яке стало головною темою журналу.
28 березня Ubisoft оголосили, що PC-версія Assassin's Creed III не буде підтримувати клавіатуру і мишу, тільки ґеймпад. Тоді почали збиратися підписи для петиції на Ubisoft, щоб вони зробили підтримку клавіатури і миші. Зрештою Ubisoft пообіцяли налаштувати управління Assassin's Creed III для клавіатури і миші, але сказали що легше буде грати з ґеймпадом.
6 квітня на PAX East 2012 відбувся закритий показ демо Assassin's Creed III. На наступний день в мережу були викладені скріншоти з виставки, що показують головного героя, новий інтерфейс і нову технологію за допомогою якої можна створювати битви з 2000 і більше NPC.
7 травня Широкій громадськості був вперше представлений ролик, побудований суто на потужностях нового ігрового рушія Anvil Next Engine. У фіналі ролика звучав заклик «Unite to Unlock», що став девізом для старту паралельно однойменної акції, згідно з умовами якої фанати повинні були залишити в Facebook і Twitter 1 млн. 776 тис. згадок про ролик, після чого в загальний доступ буде викладено перший ролик, показує безпосередньо геймплей гри. Цифра була вибрана не випадково, символізуючи рік, коли була підписана Декларація незалежності США.
10 травня Вийшов трейлер показує функції рушія й ігрову механіку.
5 червня на виставці E3 в Лос-Анджелесі був представлений новий CGI трейлер і продемонстрований ґеймплей. Також, з 5-го по 7-е червня на виставці демонструвався ґеймплей мультиплеєра Assassin's Creed 3, з якого стало відомо про режим домінування і нові зміни балансу.